# Bommeria pedata

Bommeria pedata es una especie de helecho terrestre del género Bommeria que se encuentra desde la parte occidental y central de México y Mesoamérica hasta las estribaciones nor-occidentales del volcán Tenorio, provincia de Guanacaste en Costa Rica, a unos ~900 a ~2000 m de altitud, creciendo en un ambiente xerofítico, en roquedales expuestos.

## Descripción
Rizoma de 2 a 4 mm de diámetro, brevemente rastrero, raramente ramificado, las frondas casi 1 mm distantes. Escamas del rizoma de 2 a 4 por 0,5 a 1 mm, ovadas a lanceoladas, pardo-amarillentas a pardas, enteras.
Frondas de 10 a 25 cm de largo. Pecíolo de 1/2 a 2/3 del tamaño de la fronda, pardo rojizo a morado, negruzco en la base, glabro a puberulento, los pelos de 0,1 a 0,3 mm, hialinos a amarillentos.
Lámina de 5 a 12 por 7 a 12 cm, pelosa en el haz, los tricomas de 0,1 a 0,3 mm, hialinos amarillentos, escamosa y pelosa en el envés, los tricomas similares a los del haz, pero más densos.
Raquis y nervios pardos en la base, pajizos en la mitad distal. Últimos segmentos agudos. Nervadura libre. Soro ancho, ubicado en la mitad marginal de los segmentos. Indusio ausente.